# 阿爾瓦塞特主教座堂

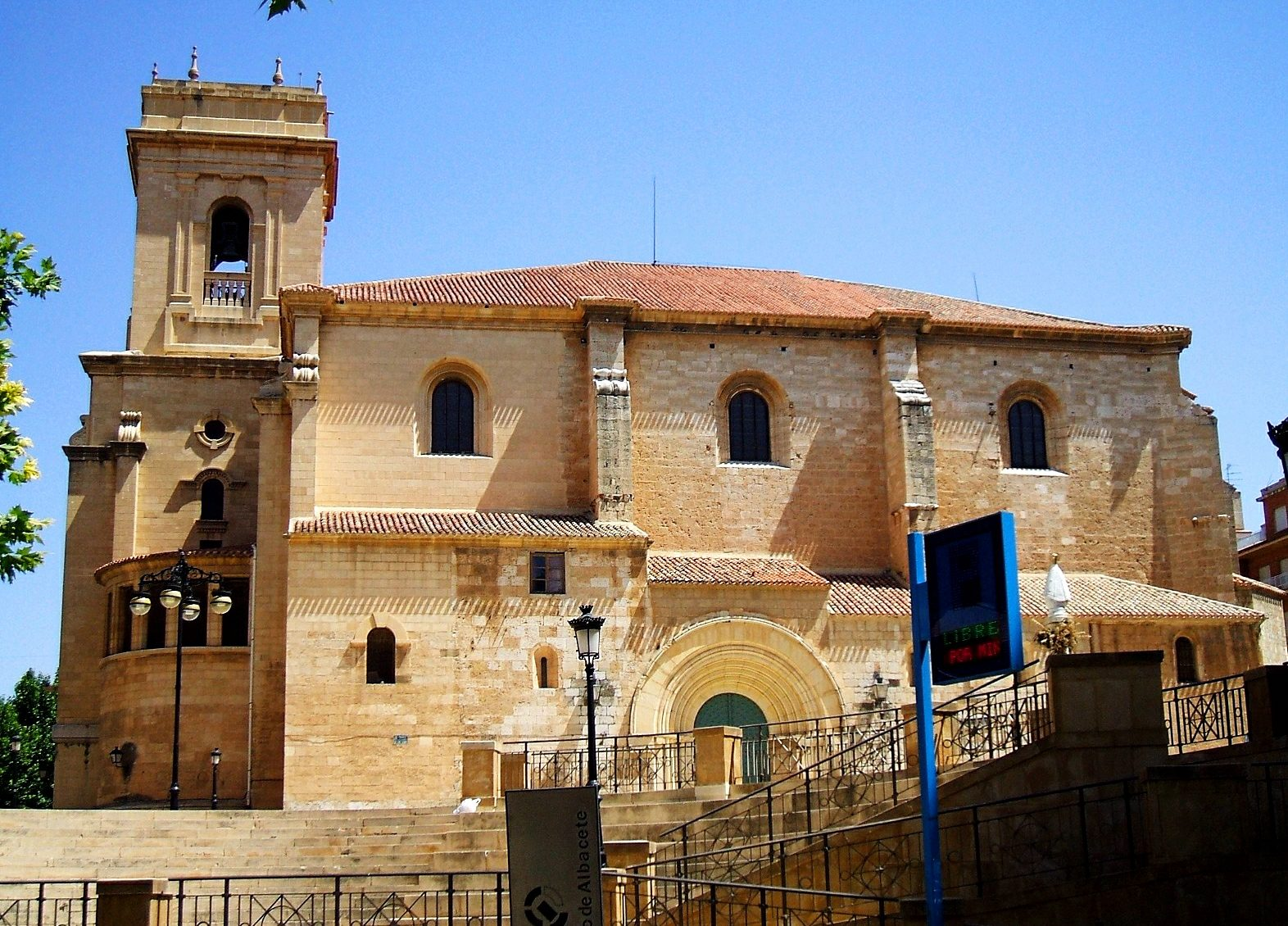

阿爾瓦塞特主教座堂（Albacete Cathedral）是位於西班牙城市阿爾瓦塞特的一座羅馬天主教的主教座堂。1982年，阿爾瓦塞特主教座堂被列入西班牙保護建築名單。